# Groupe de NGC 7331
Selon A.M. Garcia, le groupe de NGC 7331 comprend au moins cinq galaxies situées dans la constellation de Pégase. La distance moyenne entre ce groupe et la Voie lactée est d'environ 7,26 Mpc (∼23,7 millions d'al).
La galaxie NGC 7363 représente un problème. La distance de Hubble de NGC 7363 est de 94,3 ± 6,6 Mpc (∼308 millions d'al). Selon cette valeur, cette galaxie ne fait sûrement pas partie du groupe de NGC 7331. Mais, il existe des mesures indépendantes du décalage pour toutes les galaxies de ce groupe. La distance moyenne de ces mesures est de 13,2 ± 2,0 Mpc (∼43,1 millions d'al). Il n'y a cependant qu'un seule mesure pour NGC 7363 et elle est égale à environ 14,2 Mpc (∼46,3 millions d'al). Si on utilise les mesures indépendantes plutôt que la distance de Hubble, NGC 7363 fait partie du groupe de NGC 7331.

## Membres
Le tableau ci-dessous liste les cinq galaxies du groupe indiquées dans l'article de A.M. Garcia paru en 1993.
| Nom       | Class.   | Type                     | α (J2000.0)      | δ (J2000.0)     | Vitesse radiale (km/s) | m          | Distance (Mpc) | D. ind. (Mpc)  | Diamètre (kal) |
| --------- | -------- | ------------------------ | ---------------- | --------------- | ---------------------- | ---------- | -------------- | -------------- | -------------- |
| NGC 7320  | SA(s)cd  | Spirale                  | 22h 36m 03.38s   | 33° 56′ 53.2″   | 775 ± 1                | 12,6       | 6,61 ± 0,57    | 13,700 ± 2,380 | 31             |
| NGC 7331  | SA(s)b   | Spirale                  | 22h 37m 04.014s  | 34° 24′ 55.87″  | 816 ± 1                | 10,4       | 7,23 ± 0,61    | 13,427 ± 2,698 | 146            |
| NGC 7363  | SAB(s)d? | Spirale                  | 22h 43m 19.910s  | 34° 00′ 05.40″  | 6721 ± 6               | 13,8       | 94,29 ± 6,61   | 14,200         | 23,7           |
| UGC 12060 | IBm      | Irrégulière magellanique | 22h 30m 33.9758s | 33° 49′ 10.857″ | 884 ± 4                | 14,000     | 8,23 ± 0,67    | 15,100         | 28,6           |
| UGC 12082 | Sm       | Spirale magellanique     | 22h 34m 10.8163s | 32° 51′ 37.812″ | 802 ± 1                | 12,8 ± 0,5 | 6,97 ± 0,59    | 9,79 ± 4,11    | 32,5           |

Le site DeepskyLog permet de trouver aisément les constellations des galaxies mentionnées dans ce tableau ou si elles ne s'y trouvent pas, l'outil du site constellation permet de le faire à l'aide des coordonnées de la galaxie. Sauf indication contraire, les données proviennent du site NASA/IPAC.